# 瓜达卢佩-伊达尔戈条约
《瓜达卢佩-伊达尔戈条约》（英語：Treaty of Guadalupe Hidalgo）是美国与墨西哥签订的结束美墨战争的和平条约，美軍攻陷墨西哥首都墨西哥城，迫使墨西哥于1847年9月向美軍投降，开始和平谈判。双方于1848年2月2日在墨西哥城附近的小镇瓜达卢佩-伊达尔戈签订了和平条约。
根据条约，美国获得了加利福尼亚（下加利福尼亚半岛仍属墨西哥）、内华达、犹他、新墨西哥的全部地区，科罗拉多、亚利桑那、堪薩斯和怀俄明的部分地区。
美国政府給予墨西哥1825萬美元（1美元相當於1銀元）作为补偿，其中免除了墨西哥的國債325万美元，美國另外付给墨西哥1500万美元。